# Глейсон Бремер
Глейсон Бремер (порт. Gleison Bremer, нар. 18 березня 1997, Ітапітанга) — бразильський футболіст, центральний захисник італійського клубу «Ювентус».

## Ігрова кар'єра

### Клубна
Народився 18 березня 1997 року в місті Ітапітанга. Вихованець юнацьких команд футбольних клубів «Деспортіво Бразил», «Сан-Паулу» та «Атлетіко Мінейру».
У дорослому футболі дебютував 2017 року виступами за головну команду останнього клубу, в якій попри молодий вік почав отримувати регулярну ігрову практику.
10 липня 2018 року уклав п'ятирічний контракт з італійським «Торіно». По ходу свого другого сезону в Італії став одним з основних центральних оборонців туринської команди. Протягом наступних двох сезонів вже був ключовою фігурою у її тактичних побудовах.
20 липня 2022 року перейшов до іншого туринського клубу, «Ювентуса», який сплатив за центрального оборонця 41 мільйон євро, до того ж угода передбачала можливі 8 мільйонів бонусів.

### Збірна
У вересні 2022 року у товариському матчі проти команди Гани Бремер дебютував у національній збірній Бразилії.
В тому ж році брав участь у чемпіонаті світу в Катарі.

## Статистика виступів

### Статистика клубних виступів
Станом на 15 серпня 2022
| Сезон                        | Команда                      | Чемпіонат                    | Чемпіонат | Чемпіонат | Національний кубок | Національний кубок | Національний кубок | Континентальні кубки | Континентальні кубки | Континентальні кубки | Інші змагання | Інші змагання | Інші змагання | Усього | Усього | Усього |
| Сезон                        | Команда                      | Ліга                         | Ігор      | Голів     | Ліга               | Ігор               | Голів              | Ліга                 | Ігор                 | Голів                | Ліга          | Ігор          | Голів         | Ігор   | Голів  |        |
| ---------------------------- | ---------------------------- | ---------------------------- | --------- | --------- | ------------------ | ------------------ | ------------------ | -------------------- | -------------------- | -------------------- | ------------- | ------------- | ------------- | ------ | ------ | ------ |
| 2017                         | «Атлетіко Мінейру»           | A                            | 12        | 0         | КБ                 | 0                  | 0                  | КЛ                   | 1                    | 0                    | -             | -             | -             | 13     | 0      |        |
| 2018                         | «Атлетіко Мінейру»           | A+ЛМ                         | 11+2      | 1         | КБ                 | 0                  | 0                  | ПАК                  | 2                    | 0                    | -             | -             | -             | 15     | 1      |        |
| Усього за «Атлетіко Мінейру» | Усього за «Атлетіко Мінейру» | Усього за «Атлетіко Мінейру» | 23+2      | 1         |                    | 0                  | 0                  |                      | 3                    | 0                    |               | -             | -             | 28     | 1      |        |
| 2018–19                      | «Торіно»                     | A                            | 5         | 0         | КІ                 | 2                  | 0                  | -                    | -                    | -                    | -             | -             | -             | 7      | 0      |        |
| 2019–20                      | «Торіно»                     | A                            | 27        | 3         | КІ                 | 2                  | 2                  | ЛЄ                   | 6                    | 0                    | -             | -             | -             | 35     | 5      |        |
| 2020–21                      | «Торіно»                     | A                            | 33        | 5         | КІ                 | 2                  | 0                  | -                    | -                    | -                    | -             | -             | -             | 35     | 5      |        |
| 2021–22                      | «Торіно»                     | A                            | 33        | 3         | КІ                 | 0                  | 0                  | -                    | -                    | -                    | -             | -             | -             | 33     | 3      |        |
| Усього за «Торіно»           | Усього за «Торіно»           | Усього за «Торіно»           | 98        | 11        |                    | 6                  | 2                  |                      | 6                    | 0                    |               | -             | -             | 110    | 13     |        |
| 2022–23                      | «Ювентус»                    | A                            | 1         | 0         | КІ                 | 0                  | 0                  | ЛЧ                   | 0                    | 0                    | -             | -             | -             | 1      | 0      |        |
| Усього за кар'єру            | Усього за кар'єру            | Усього за кар'єру            | 124       | 12        |                    | 10                 | 2                  |                      | 9                    | 0                    |               | -             | -             | 143    | 14     |        |

## Титули і досягнення
- Переможець Ліги Мінейро (1):

«Атлетіко Мінейру»: 2017
- Володар Кубка Італії (1):

«Ювентус»: 2023-24